# شارلا باساريلو
شارلا لويز باساريلو (من مواليد 14 يناير 1992) هي لاعبة كرة قدم ويلزية تلعب مع نادي سيلفوس والمنتخب الويلزي. باساريلو مهاجمة جاءت من أكاديمية بريستول.

## المسيرة الاحترافية
لعبت باساريلو مع نادي ماردي إف سي أثناء دراستها في مدرسة الملك هنري الثامن في أبيرجافيني. ثم لعبت مع أكاديمية فيلتون وفازوا بسبعة ألقاب وطنية وظهرت أيضًا مع فريق أكاديمية بريستول الأول في القسم الوطني للدوري الإنجليزي الممتاز للسيدات.
حصلت على منحة دراسية من جامعة جنوب فلوريدا في عام 2010 ولعبت مع فريق الجامعة. تركت باساريلو أكاديمية بريستول في عام 2015. وقعت باساريلو في عام 2016 مع نادي UMF Selfoss للنصف الثاني من الموسم في دوري بيبسي النسائي الأيسلندي.

## المنتخب الوطني
لعبت باساريلو مع منتخب ويلز تحت 17 عامًا بعمر 14 عامًا فقط ثم لعبت مع الفريق تحت 19 عامًا. ظهرت لأول مرة مع المتتخب بعمر 17 عامًا، في مبارة فوز 3–0 على سلوفينيا في أغسطس 2009.

## روابط خارجية
- Sharla Passariello في الاتحاد الأوروبي لكرة القدم
- Sharla Passariello في اتحاد ويلز لكرة القدم